# Síndrome de Tolosa-Hunt
A Síndrome de Tolosa-Hunt é uma doença rara caracterizada por cefaleia severa e unilateral com paralisia da musculatura peri-orbitária, geralmente envolvendo os terceiro, quarto, quinto e sexto pares de nervos cranianos.